# The Mob Doctor
The Mob Doctor ist eine US-amerikanische Fernsehserie über eine Ärztin, die in Chicago für die Mafia arbeitet, um die Schulden ihres Bruders zu begleichen. Die Serie basiert auf dem Roman Il Dottore: The Double Life of a Mafia Doctor von Ron Felber. Die Erstausstrahlung erfolgte am 17. September 2012 bei Fox, während die deutschsprachige Erstausstrahlung am 22. April 2013 beim Pay-TV-Sender Sony Entertainment Television erfolgte.

## Handlung
Die junge Chirurgin Grace Devlin ist eine der besten Herzchirurginnen in Chicago. Doch keiner ahnt, dass sie ein geheimes Doppelleben als Ärztin für die örtliche Mafia um Constantine Alexander führt. Dieses Leben führt sie, um die Spielschulden ihres Bruders Nate zu begleichen. Sie arbeitet tagsüber in der Klinik und nachts pflegt sie Schusswunden. Grace wird deswegen von Gewissenskonflikten geplagt und muss ihr Doppelleben vor ihrem Freund Brett und ihrem Kollegium geheim halten.

## Entstehung und Veröffentlichung
| Figur                 | Darsteller         | Deutscher Sprecher |
| --------------------- | ------------------ | ------------------ |
| Grace Devlin          | Jordana Spiro      | Natascha Geisler   |
| Constantine Alexander | William Forsythe   | Jan Spitzer        |
| Franco Leoni          | James Carpinello   | Gerrit Schmidt-Foß |
| Brett Robinson        | Zach Gilford       | Tobias Nath        |
| Stafford White        | Željko Ivanek      | Erich Räuker       |
| Rosa „Ro“ Quintero    | Floriana Lima      | Damineh Hojat      |
| Olivia Watson         | Jaime Lee Kirchner | Ursula Hugo        |
| Daniella Devlin       | Wendy Makkena      | Andrea Aust        |
| Nate Devlin           | Jesse Lee Soffer   |                    |

| Figur          | Darsteller         | Deutscher Sprecher |
| -------------- | ------------------ | ------------------ |
| Paul Moretti   | Michael Rapaport   | Oliver Rohrbeck    |
| Ian Fanagan    | David Pasquesi     | Matthias Klages    |
| Stavos Kazan   | Kevin J. O’Connor  |                    |
| Owen York      | Adam J. Harrington | Marcus Off         |
| Jayana Baylor  | Shohreh Aghdashloo |                    |
| Titus Amato    | Kevin Corrigan     |                    |
| Donte Amato    | Terry Kinney       |                    |
| Celeste LaPree | Jennifer Beals     |                    |
| Al Trapani     | Mike Starr         |                    |
| Russell King   | Michael Madsen     | Thomas Wolff       |
| Luke Harris    | Austin Nichols     |                    |

In den USA wurde The Mob Doctor von Fox ausgestrahlt. Die erste und einzige Staffel lief zwischen dem 17. September 2012 und dem 7. Januar 2013. Die Serie lief schon zur Premiere nur mittelmäßig und verlor in den darauffolgenden Wochen viele Zuschauer, sodass zum Schluss nur magere 3,27 Millionen Zuschauer und ein Rating von 0,9 in der Zielgruppe der 18- bis 49-Jährigen übrig blieben. Bereits im November 2012 gab der Sender aufgrund geringer Einschaltquoten die Einstellung der Serie nach den 13 Episoden bekannt.
In Deutschland wurde die Serie auf dem Pay-TV-Sender Sony Entertainment Television zwischen dem 22. April und dem 6. Juni 2013 erstausgestrahlt. Die deutsche Synchronisation entstand unter der Dialogregie von Florian Halm durch die Synchronfirma Scalamedia GmbH in Berlin. Die Free-TV Rechte an der Serie hat sich der Fernsehsender sixx gesichert. In Österreich strahlt der Sender ORF eins die Serie seit dem 20. Januar 2014 aus.

## Episodenliste
| Nr. | Deutscher Titel       | Originaltitel     | Erstausstrahlung USA | Deutschsprachige Erstausstrahlung (D) | Regie           | Drehbuch                           |
| --- | --------------------- | ----------------- | -------------------- | ------------------------------------- | --------------- | ---------------------------------- |
| 1   | Der Deal              | Pilot             | 17. Sep. 2012        | 22. Apr. 2013                         | Michael Dinner  | Josh Berman & Rob Wright           |
| 2   | Familiengeheimnisse   | Family Secrets    | 24. Sep. 2012        | 25. Apr. 2013                         | Michael Dinner  | Josh Berman & Rob Wright           |
| 3   | Hilf Dir selbst …     | Protect and Serve | 1. Okt. 2012         | 2. Mai 2013                           | Ken Olin        | Carla Kettner                      |
| 4   | Die Zeitbombe         | Change of Heart   | 8. Okt. 2012         | 9. Mai 2013                           | Michael Dinner  | Mick Betancourt                    |
| 5   | Das Herz eines Vaters | Legacy            | 5. Nov. 2012         | 9. Mai 2013                           | Thomas Carter   | Cathryn Humphris                   |
| 6   | Die erste Kugel       | Complications     | 12. Nov. 2012        | 16. Mai 2013                          | Randy Zisk      | Carla Kettner                      |
| 7   | Das Naturtalent       | Turf War          | 19. Nov. 2012        | 16. Mai 2013                          | Daniel Sackheim | Aaron Helbing & Todd Helbing       |
| 8   | Gipfeltreffen         | Game Changers     | 26. Nov. 2012        | 23. Mai 2013                          | David Grossman  | Erik Oleson                        |
| 9   | Wasser Marsch!        | Fluid Dynamics    | 3. Dez. 2012         | 23. Mai 2013                          | Ken Olin        | Lance Gentile                      |
| 10  | Geständnisse          | Confessions       | 29. Dez. 2012        | 30. Mai 2013                          | Peter Weller    | Mick Betancourt & Cathryn Humphris |
| 11  | Nummer 447            | Sibling Rivalry   | 31. Dez. 2012        | 30. Mai 2013                          | Adam Arkin      | Erik Oleson                        |
| 12  | Das Lazarus-Phänomen  | Resurrection      | 5. Jan. 2013         | 6. Juni 2013                          | Kate Woods      | Zachary Lutsky                     |
| 13  | Die Entscheidung      | Life and Death    | 7. Jan. 2013         | 6. Juni 2013                          | Michael Watkins | Josh Berman & Rob Wright           |